# 大川浜

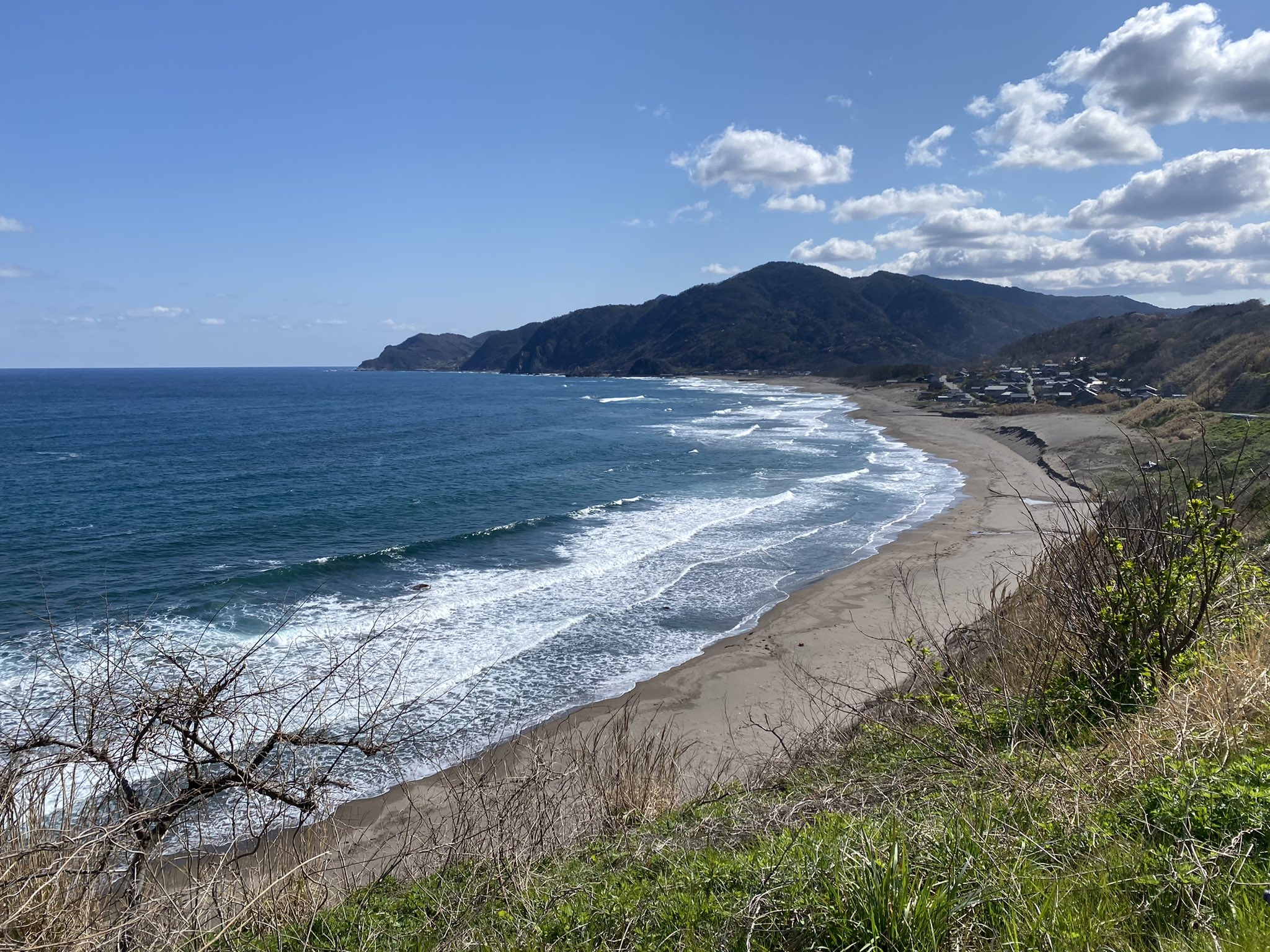
町野町大川集落から見た大川浜

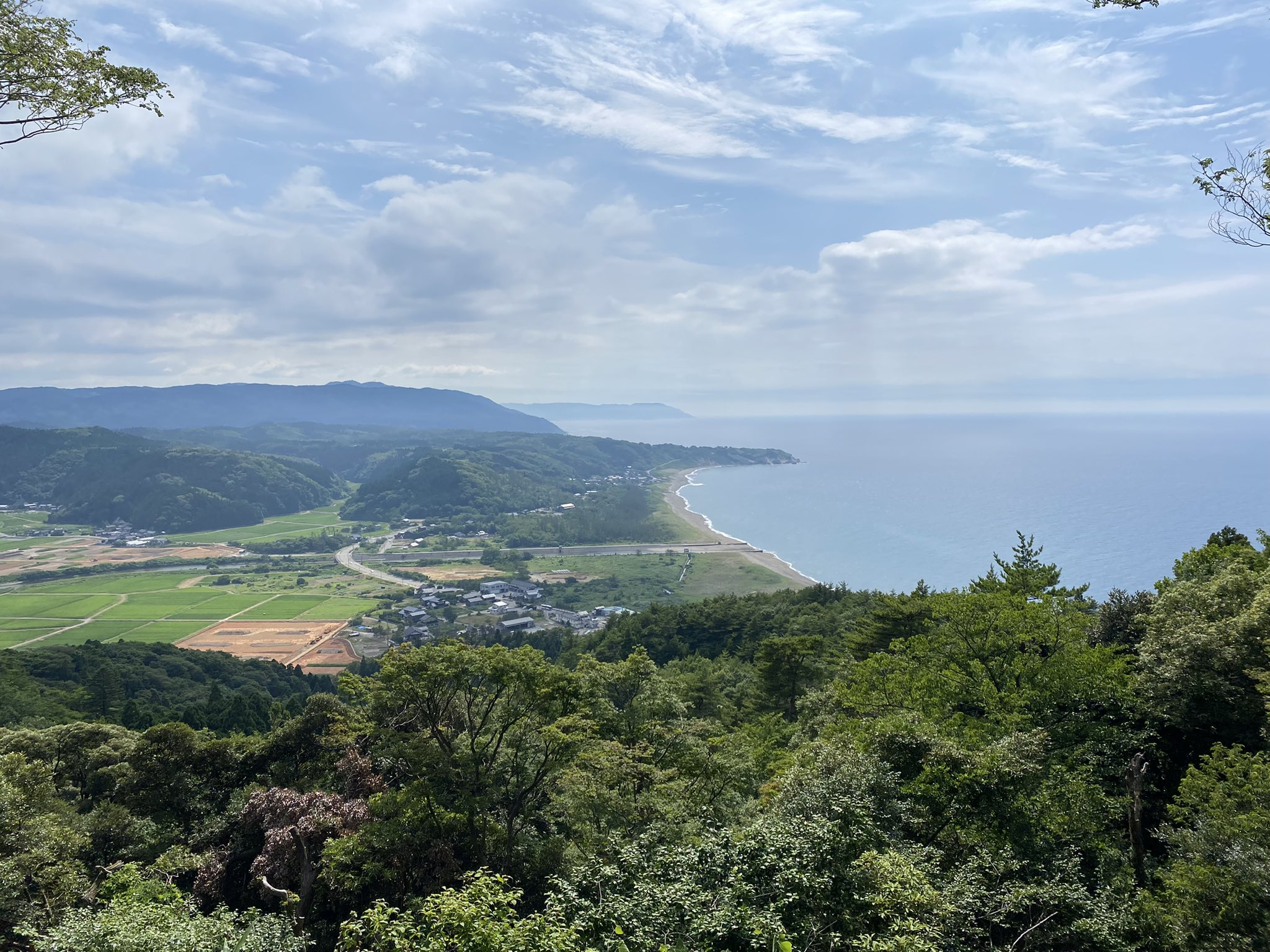
岩倉山から見た大川浜

大川浜（おおかわはま）は、能登半島北部、石川県輪島市にある長さ1500m、奥行き400mほどの砂浜である。大川砂丘とも呼ばれ奥能登最大の自然砂丘である。

## 概要
大川浜の地名は奥能登で最も長い川である町野川を別名で大川と呼び、その河口を大川浜と呼んだことに由来する。
2024年（令和6年）1月1日に発生した能登半島地震では、1月4日に海上自衛隊の輸送艦「おおすみ」から、ホーバークラフト型揚陸艇（LCAC）2隻が上陸して重機などが搬入された。

## 植生
海岸側にハマナス群落や、ハマウツボ、ネコノシタ、ナミキソウ、内陸側にイヌハギ、アキグミ、ヒメヤブラン、イソスミレが自生する。砂丘の背後にはクロマツやアカシヤの防風植林地があり、ヒバリなど渡り鳥が集まる。